# Liolaemus reichei
Liolaemus reichei este o specie de șopârle din genul Liolaemus, familia Tropiduridae, descrisă de Werner 1907. A fost clasificată de IUCN ca specie cu risc scăzut. Conform Catalogue of Life specia Liolaemus reichei nu are subspecii cunoscute.